# 19913 Aigyptios
19913 Aigyptios este o planetă minoră (asteroid), cu un diametru de 24,996 km, din Asteroid troian al lui Jupiter. A fost descoperită pe 19 septembrie 1973 la Observatorul Palomar de Cornelis Johannes van Houten. 
Obiectul prezintă o orbită caracterizată de o semiaxă mare de 5,1212128 UAi, o excentricitate de 0,058, o înclinație de 7,12381 ° în raport cu ecliptica.